# Capital District Islanders
Die Capital District Islanders waren ein US-amerikanisches Eishockeyfranchise der American Hockey League aus Troy, New York. Die Spielstätte der Islanders war das Houston Field House.

## Geschichte
Die Capital District Islanders wurden 1990 als Franchise der American Hockey League gegründet. Da sich die International Hockey League auf dem Gebiet der Großen Seen weiter ausbreitete und somit zu einer starken Konkurrenz für die AHL wurde, beschloss die Liga, ein zweites Franchise in der Region anzusiedeln, woraufhin die New York Islanders aus der National Hockey League die Möglichkeit erhielten, ein eigenes Farmteam in Troy, New York, anzusiedeln, weshalb sie die Kooperation mit dem amtierenden Calder-Cup-Gewinner Springfield Indians abbrachen.
Nachdem die Islanders in ihrer ersten Spielzeit noch die Playoffs verpasste, erreichten sie in den Saisons 1991/92 und 1992/93 jeweils die erste Playoff-Runde, in der sie den Springfield Indians und den Adirondack Red Wings unterlagen. Im Jahr 1993 verkaufte der Besitzer der Capital District Islanders, Michael Cantanucci, das Franchise an den Unternehmer Albert Lawrence, der das Team nach Albany, New York, umsiedelte, wo es seither unter dem Namen Albany River Rats in der AHL spielt.

## Saisonstatistik
Abkürzungen: GP = Spiele, W = Siege, L = Niederlagen, T = Unentschieden, OTL = Niederlagen nach Overtime SOL = Niederlagen nach Shootout, Pts = Punkte, GF = Erzielte Tore, GA = Gegentore, PIM = Strafminuten
| Saison  | GP | W  | L  | T  | OTL | SOL | Pts | GF  | GA  | Platz     | Playoffs                                           |
| 1990/91 | 80 | 28 | 43 | 9  | —   | —   | 65  | 284 | 323 | 7., South | nicht qualifiziert                                 |
| 1991/92 | 80 | 32 | 37 | 11 | —   | —   | 75  | 261 | 289 | 4., North | 1. Runde: Niederlage, 3:4 gg. Springfield Indians  |
| 1992/93 | 80 | 34 | 34 | 12 | —   | —   | 80  | 280 | 285 | 3., North | 1. Runde: Niederlage, 0:4 gg. Adirondack Red Wings |

## Team-Rekorde

### Karriererekorde
Spiele: 231  Richard Kromm
Tore: 82  Brent Grieve
Assists: 109  Richard Kromm
Punkte: 168  Greg Parks
Strafminuten: 537  Dean Chynoweth